# فرقة المشاة 96 (ألمانيا)
فرقة المشاة 96 كانت فرقة ألمانية  خلال الحرب العالمية الثانية. تم تشكيلها في 25 سبتمبر 1939 في بيرغن بالقرب من سيلي. 

## ضباط القيادة
- General der Infanterie Erwin Vierow ، 15 سبتمبر 1939 - 5 أغسطس 1940
- Generalleutnant Wolf Schede ، 7 أغسطس 1940 - 10 أبريل 1942
- Generalleutnant Joachim Freiherr von Schleinitz، 10 April 1942 - 6 October 1942
- Generalleutnant Ferdinand Noeldechen ، 9 أكتوبر 1942 - 28 يونيو 1943
- أوبرست نواك ، يونيو 1943 (ينوب)
- أوبرست ويبر ، يوليو 1943 (ينوب)
- الجنرال ريتشارد فيرتز ، 28 يوليو 1943 - 30 نوفمبر 1943
- الجنرال ميج فون بلوشير ، 1 ديسمبر 1943 - يناير 1944 (ينوب)
- أوبرست فيشر ، من يناير 1944 إلى أغسطس 1944 (ينوب)
- Generalleutnant Werner Dürking ، 1 سبتمبر 1944 - 11 سبتمبر 1944
- أوبرست كوبولت ، 12 سبتمبر 1944 - 2 أكتوبر 1944 (ينوب)
- الجنرال ريتشارد فيرتز ، 3 أكتوبر 1944 - 10 نوفمبر 1944
- اللواء هيرمان هارندورف ، من 1 ديسمبر 1944 إلى 8 مايو 1945